# Rio Leão (Rio Grande do Sul)
O Rio Leão é um rio do estado do Rio Grande do Sul, no sul do Brasil . O rio Leão tem sua nascente em Ipê, passa por Antônio Prado, e deságua no rio Das Antas . 